# Rosa Namises

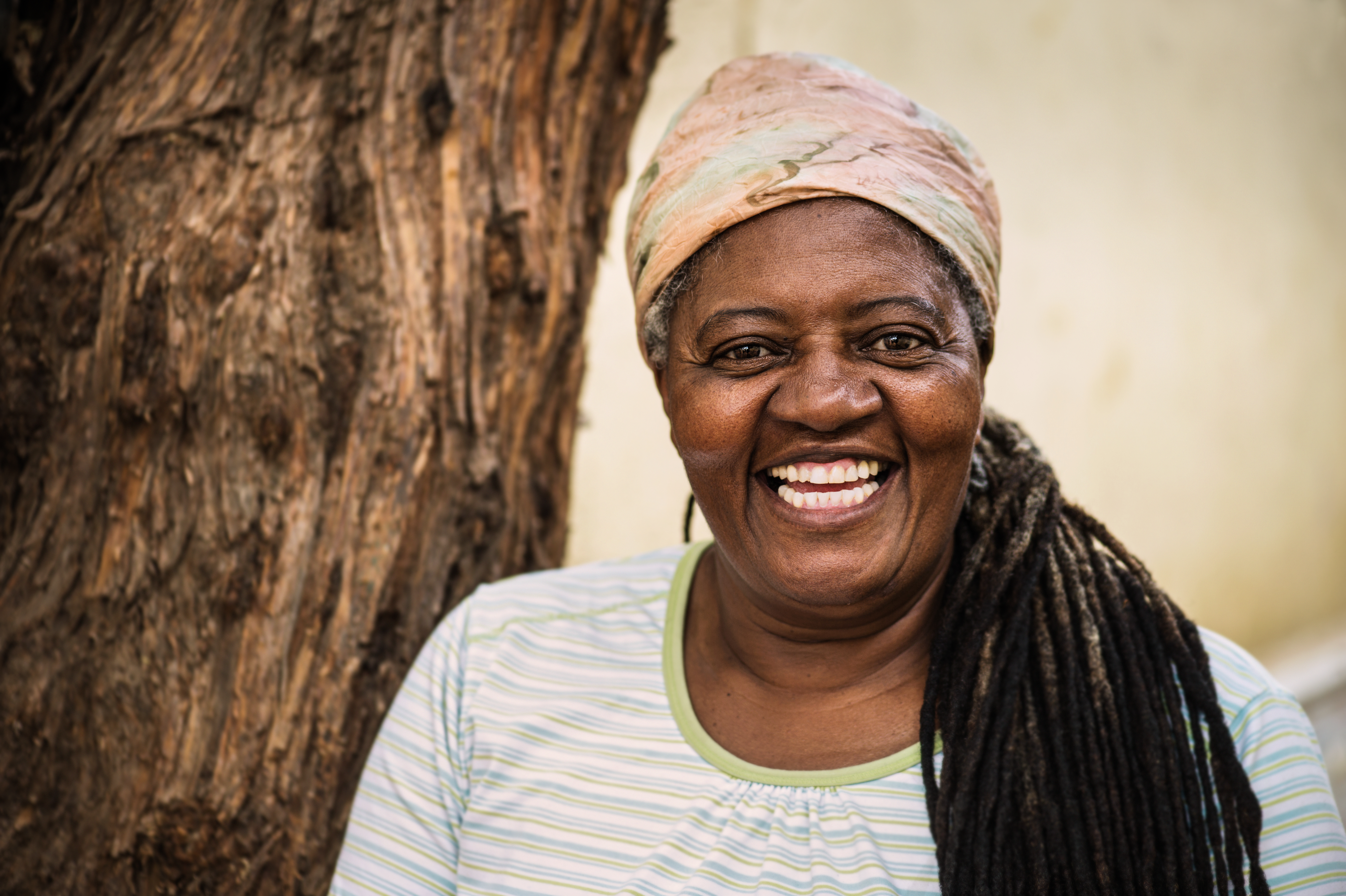
Rosa Namises, 2015

Visolela Rosalinda „Rosa“ Namises (* 20. April 1958 in der Old Location in Windhoek, Südwestafrika), Spitzname „Rosa Luxemburg von Namibia“, ist eine namibische Politikerin und Menschenrechtsaktivistin. Sie ist eine prominente Stimme zu Geschlechterfragen, Menschenrechtsverletzungen und Gewalt gegen Frauen und Kinder in Namibia. Sie ist sowohl Direktorin von Woman Solidarity Namibia als auch Leiterin des Dolam Residential Child Care Centre, einer Tagesstätte für gefährdete Kinder. Namises ist ehemaliges Parlamentsmitglied, Gründungsmitglied und ehemalige Generalsekretärin der namibischen Oppositionspartei Congress of Democrats (CoD). Zudem ist sie Anführerin einer Fraktion der ǀKhomanin,Klicklaut eines Klans des Damara-Volkes.

## Leben

### Frühes Leben und Ausbildung
Namises wurde 1958 als Kind eines angolanischen Vaters und einer Damara-Mutter in der Old Location, der ehemaligen von Schwarzen bewohnten Vorstadt Windhoeks, geboren. Nach der Zwangsumsiedlung der Schwarzen aus Windhoek nach Katutura wuchs sie bei ihrem Vater und seiner neuen Partnerin in dieser neuen Siedlung auf. Ihr Vater war ein ungelernter Arbeiter, ihre Stiefmutter arbeitete als Dienstmädchen bei weißen Familien. Wegen Geldmangels musste Rosa Namises frühzeitig die Schule verlassen.
Mit 14 Jahren arbeitete sie als Reinigungskraft in einem Büro, bevor sie 1974 eine Stelle als Krankenpflegehelferin bekam. Zehn Jahre arbeitete sie in den staatlichen Krankenhäusern von Katutura und Windhoek. 1978 bekam sie einen Sohn. 1980 machte sie am Krankenhaus in Windhoek ein Zertifikat für grundlegende Gesundheitspflege.
1984 wurde sie laut einigen Berichten wegen einer während der Apartheid unzulässigen Beziehung zu einem weißen Arzt, laut anderen wegen ihres beginnenden politischen Engagements entlassen. Namises war der SWAPO-Jugendliga beigetreten. Sie organisierte konspirative Versammlungen, warb neue Mitglieder und verteilte Werbematerial. Deswegen wurde sie mehrfach verhaftet. Da sie sich weiter politisch betätigte, kam sie ohne Prozess für 14 Monate ins Gefängnis.

### Ausbildung und Arbeit bei kirchlichen Organisationen
Die katholische Kirche unterstützte sie in dieser Phase. Sie schickte sie zu einer dreijährigen Ausbildung als Sozialarbeiterin an ein christliches Institut in Durban in Südafrika. Dort machte sie 1984 ein Diplom in Entwicklungsstudien und 1986 ein Zertifikat in Jugendarbeit und -beratung. Der Aufenthalt an dem von der Befreiungstheologie geprägten Institut und Kontakte mit der südafrikanischen Frauenbewegung beeinflussten sie nachhaltig. Ende 1985 lernte sie den Freiheitskämpfer Ben Ulenga kennen, der 1984 nach sieben Jahren Haft aus dem Gefängnis Robben Island in Südafrika entlassen worden war. Namises und Ulenga begannen eine Beziehung, 1985 kam die erste gemeinsame Tochter zur Welt.
Nach ihrer Rückkehr bekam Namises eine Stelle als Sozialarbeiterin bei der katholischen Kirche und betreute Projekte in Katutura. Parallel dazu engagierte sie sich für eine Vielzahl von namibischen Basisorganisationen. Unter anderem war sie eine Mitgründerin der Namibian Women’s Voice (NWV), einer ökumenisch geprägten Graswurzelbewegung, die sich Mitte 1980er ausgehend von Frauenorganisationen in den Kirchen bildete. Die NWV führte lokale Projekte und Selbsthilfeprogramme durch.
Als sie trotz der zweiten Schwangerschaft nicht bereit war, den Kindsvater Ben Ulenga zu heiraten, wurde sie nach der Geburt der zweiten Tochter von der katholischen Kirche entlassen. 1988 trennte sie sich von Ulenga, da er zunehmend autoritär und patriarchal agierte. Die nächsten Jahre bis 1991 war sie für den Namibischen Kirchenrat als Forscherin und Beraterin tätig, zum Teil im Ausland.
1989 gründete sie mit anderen Frauen Women’s Solidarity Namibia. Die Organisation setzte sich gegen Gewalt gegen Frauen und Kinder ein und organisierte unter anderem Frauenmärsche dagegen, zum Beispiel in Lüderitz. Die Organisation musste 2004 die Arbeit einstellen, da die internationalen Hilfsgelder nun für andere Schwerpunkte bereitgestellt wurden.

### Das erste Jahrzehnt nach der Unabhängigkeit 1990
Als Namibia unabhängig wurde, setzte sie ihr Studium fort. 1992 erwarb sie ein Diplom in Gender Development and Planning an der Universität London, 1995 ein Zertifikat in Interessenvertretungstechniken in Washington, D.C., Vereinigte Staaten, und 1997 ein Diplom in Erwachsenen- und Grundbildung an der UNISA in Südafrika. Parallel dazu arbeitete sie bis 1999 als Koordinatorin für das Legal Education Project im Rechtshilfezentrum Legal Assistance Centre in Windhoek. Dort half sie mit, Menschenrechtsverletzungen aufzudecken und zu bekämpfen.
In dieser Zeit wurden die Menschenrechtsverletzungen der SWAPO in den Flüchtlingslagern bekannt. Die SWAPO war jedoch nicht bereit, auf die Vorwürfe angemessen zu reagieren und ihre Schuld aufzuarbeiten. Das bewog Namises 1992, aus der SWAPO auszutreten. 1995 erschien das Buch Namibische Passion (englisch Namibia. The wall of silence) von Siegfried Groth, der zwischen 1973 und 1990 die SWAPO-Flüchtlingslager in Botswana und Namibia betreut hatte. In dem Buch warf er der SWAPO detailliert Menschenrechtsverletzungen vor. In Namibia bildete sich daraufhin 1996 die Bewegung Breaking the Wall of Silence (BWS), die versuchte, die Menschenrechtsverletzungen der SWAPO auf die nationale politische Agenda zu setzen. Auch hier engagierte sich Namises als Mitglied.

### Engagement bei Congress of Democrats ab 1999
Als 1999 die Partei Congress of Democrats (CoD) gegründet wurde, war Namises eines der Gründungsmitglieder. Ben Ulenga wurde zum Präsidenten, Namises zur Vize-Präsidentin gewählt. Sie trat aber nach zwei Wochen zurück, wobei sie auf private Gründe verwies. Ein Zusammenhang mit ihrer früheren Beziehung zu Ben Ulenga wurde vermutet. Sie blieb Mitglied des National Executive Committees. Bei den folgenden Parlamentswahlen errang der CoD sieben Sitze, und Namises wurde Abgeordnete der Nationalversammlung. Ihre Themen im Parlament waren Gewalt gegen Frauen und Kinder und die Unterstützung von HIV-positiven und an AIDS erkrankten Menschen. Namises wurde im Parlament zur „am schlechtesten gekleideten Parlamentarierin“ gewählt, weil sie bewusst ein aus Resten genähtes Kleid trug, wie es bei den Dienstmädchen deutscher Siedlerinnen üblich gewesen war. Als Präsident Sam Nujoma begann, Homosexuellen zu drohen und Menschen mit Dreadlocks anzugreifen, erschien Namises im Parlament mit Dreadlocks. Die Haartracht behielt sie in den folgenden Jahren bei. Mit ihrem letzten erfolgreichen Antrag am Ende ihrer Amtszeit forderte sie eine nationale Konferenz zum Thema der zunehmenden Gewalt in Namibia und verstärkte Forschungsanstrengungen zu den Ursachen.
Als der CoD bei den nächsten Wahlen 2004 nur noch fünf Sitze errang, gehörte Namises zu den CoD-Abgeordneten, die nicht ins Parlament zurückkehrten. 2007 wurde sie bei einer außerordentlichen Tagung der Partei Geschäftsführerin des CoD, nachdem sie seit 2004 Vertreterin des Geschäftsführers Kalla Gertzes gewesen war. Nach dem Austritt von Nora Schimming-Chase aus der Partei im Jahr 2009 übernahm Namises deren Sitz für den Rest der Legislaturperiode.

### Engagement für Frauen und Kinder
2000 gründete Namises gemeinsam mit ihrer älteren Schwester Claudia Namises (gestorben 2021) in Katutura die Dolam Residential Child Care, eine Tagesstätte für Waisen und gefährdete Kinder. Das Haus der Einrichtung stiftete sie aus ihrem persönlichen Besitz. 2013 lebten 22 Kinder und Jugendliche darin. Namises hatte für alle Kinder der Tagesstätte die rechtliche Vormundschaft übernommen. Die Schulferien verbrachten die Kinder auf der kleinen Farm von Claudia Namises in Okandjira. Da das Haus in Katutura zu klein wurde, kaufte Namises mit Spendengeldern aus Deutschland ein städtisches Grundstück. Dort baute sie ein neues Dolam Children’s Home, das 2018 eröffnet wurde. Auf der Farm ihrer Schwester initiierte Rosa Namises einen fast 2000 Quadratmeter großen Gemeinschaftsgarten mit Wasserauffangbecken und -tanks.
2005 trug sie maßgeblich zur Wiedergründung der Hilfsorganisation Women’s Solidarity bei, deren Ziel die Beratung von Frauen ist, insbesondere bei Missbrauch und Gewalt. Seitdem ist sie als Koordinatorin der Organisation tätig. Außerdem ist sie seit 1997 Aufsichtsratsmitglied der Desert Research Foundation of Namibia und seit 1999 Vorsitzende des National Literacy Committees. Im Radio hat sie eine regelmäßige monatliche Radiosendung zu Frauenthemen.
Rosa Namises war eine der Frauen, die in der Ausstellung Amazing Namibian Women der Nationalgalerie von Namibia porträtiert wurden. Es handelte sich um eine Wohlfahrtsausstellung zugunsten der Initiative „Power Pad Girls“ von Sister Namibia.
Rosa Namises’ Tochter ist die Radiomoderatorin Che Ulenga.

### Aktivitäten für ǀKhomanin
Nach dem Tod von Josephat Gawa!Nab, der der traditionelle Damara-Führer für die Gruppe ǀKhomanin gewesen war, im Jahr 2013 ging ein Teil der ǀKhomanin Traditional Authority unter Beteiligung von Rosa Namises gerichtlich gegen die Benennung der gesetzten Nachfolgerin Juliana Gawa!Nas vor. Gawa!Nas wurde jedoch im November 2014 zur ǀKhomanin-Führerin, nachdem ein Gericht den Antrag der Gruppe zurückgewiesen hatte. 2015 wurde sie von der Regierung anerkannt. Trotzdem wählte im November 2018 ein Teil der ǀKhomanin Traditional Authority Namises zur traditionellen Führerin, was jedoch rechtlich nicht anerkannt wurde.

### Präsidentschaftskandidatur
Namises wollte bei der Präsidentschaftswahl in Namibia 2024 als Kandidatin antreten. Da die Hürden für unabhängige Kandidaten zur Teilnahme an der Präsidentschaftswahl ungleich höher sind als für von Parteien nominierte Kandidaten, hatte sich Namises zur kurzfristigen Gründung der Partei Voice of Namibia (VOA) entschieden, für die sie bei Zulassung als Präsidentschaftskandidat antreten wollte. Namises nahm schlussendlich nicht als Kandidatin an der Wahl teil.

## Filme über Rosa Namises
- Namibia: Zwei Frauen, ein Land, eine Geschichte von Marianne Pletscher, SFR Zeitspiegel 10. Mai 1989[53][54]
- Rosa und Uria, ein deutscher Film über das Leben von Rosa Namises und Urias Karriere am Vorabend der namibischen Unabhängigkeit[55]
- Porträt einer beeindruckenden Frau, von Dora Borer[56]